# Miss Universo 1983
Miss Universo 1983 foi a 32ª edição do concurso, realizada no Kiel Auditorium, em Saint Louis, Estados Unidos, em 11 de julho daquele ano. Oitenta candidatas participaram do evento que coroou a neozelandesa Lorraine Downes.
Inicialmente programada para ser realizada no Panamá, a edição do evento foi transferida para St. Louis por razões desconhecidas.  Localizada no centro dos EUA, 15ª cidade mais populosa do país e fundada por franceses, a cidade que já havia sediado grandes eventos internacionais como a Exposição Mundial e os Jogos Olímpicos de Verão de 1904 se mostrou um local ideal para realizar o concurso.

## Evento
Esta foi uma edição de extremos, com algumas candidatas muito bonitas e várias de aparência bastante questionável, o que foi muito criticado pela imprensa. Este extremo acabou tornando-se uma tendência do concurso nos anos 80.
O grupo mais forte vinha da Europa, com as misses Itália, Irlanda, Dinamarca, Alemanha e Suiça sendo consideradas favoritas junto com a Miss USA, Julie Hayek. O contingente latino-americano ao contrário dos anos anteriores era considerado, apesar de algumas delas como as candidatas da Venezuela, Brasil, Peru e Colômbia serem consideradas boas opções para a semifinal. Entretanto,da América Latina, apenas a Miss Venezuela, Paola Ruggeri, avançou ao Top 15. A brasileira Marisa Fully Coelho, que anteriormente havia ficado em segundo lugar para a venezuelana no Miss América do Sul, teria uma morte trágica num acidente automobilístico no interior do estado de Minas Gerais, 15 anos mais tarde,morreria em um acidente de carro. Downes, uma neozelandeza de origem pobre, filha de uma dona de casa e de um encanador aposentado, era considerada a melhor representante da Oceania, apesar de não ser uma favorita do público.
O Top 12 foi composto por Nova Zelândia, Venezuela, Singapura, Estados Unidos e oito candidatas europeias da Irlanda, Inglaterra, Suíça, Alemanha, Espanha, Finlândia, Noruega e Itália. O Top 5 foi composto por Nova Zelândia, EUA, Inglaterra, Irlanda todas loiras e apenas uma morena que vinha da Suíça e que se chamava Lolita Morena.Morena,que também é cidadã italiana terminou o concurso em um respeitável quarto lugar,a melhor colocação do país na história do concurso durante 23 anos. Logo após o concurso,ela se tornaria uma dos principais nomes da mídia na Europa Central.Anos mais tarde,Lolita foi escolhida para apresentar o Festival Eurovisão da Canção 1989.Alguns anos mais tarde,foi casada  o então capitão da Seleção Alemã de Futebol, Lothar Matthäus,a relação durou 5 anos.
Lorraine Downes foi coroada por sua antecessora Karen Baldwin, depois de vencer uma disputa acirrada, com notas muito próximas entre todas as semifinalistas, tornando-se a primeira e até hoje única neozelandesa a conquistar a coroa de Miss Universo. Ela é também uma das três únicas misses da Oceania que chegaram ao título, junto das australianas Kerry Anne Wells e Jennifer Hawkins.

## Resultados
| Colocação                | Candidata                                                                                          | País                                                                      |
| ------------------------ | -------------------------------------------------------------------------------------------------- | ------------------------------------------------------------------------- |
| Miss Universo 1983       | Lorraine Downes                                                                                    | Nova Zelândia                                                             |
| 2º lugar                 | Julie Hayek                                                                                        | Estados Unidos                                                            |
| 3º lugar                 | Roberta Brown                                                                                      | Irlanda                                                                   |
| 4º lugar                 | Lolita Morena                                                                                      | Suíça                                                                     |
| 5º lugar                 | Karen Moore                                                                                        | Inglaterra                                                                |
| Semifinalistas (Top 12): | Loana Radecki Lee Lee Beng Ana Isabel García Nina Rekola Karen Dobloug Federica Moro Paola Ruggeri | Alemanha · Singapura · Espanha · Finlândia · Noruega · Itália · Venezuela |
| Premiações especiais     | |                                                                           |
| Miss Simpatia            | Abbey Janneh                                                                                       | Gâmbia                                                                    |
| Miss Fotogenia           | Lolita Morena                                                                                      | Suíça                                                                     |
| Melhor Traje Típico      | Jong-jun Kim                                                                                       | Coreia do Sul                                                             |

## Jurados
Entre os jurados da edição, estavam a atriz e cantora espanhola Rocío Jurado, o pugilista Ken Norton, a atriz a cantora canadense Ruby Keeler e a Miss Universo 1981 Irene Sáez, da Venezuela.

## Candidatas
Em negrito, a candidata eleita Miss Universo 1983. Em itálico, as semifinalistas.
| - África do Sul - Leanne Hosking - Alemanha - Loana Redecki (SF) - Argentina - María Carrara - Aruba - Milva Evertz - Austrália - Simone Cox - Áustria - Mercedes Stermitz - Bahamas - Christina Thompson - Bélgica - Françoise Bostoen - Belize - Shirlene McKoy - Bermudas - Angelita Diaz - Bolívia - Cecilia Zamora - Brasil - Marisa Fully Coelho - Canadá - Jodi Rutledge - Chile - Maria Josefa Isensee - Chipre - Marina Rauscher - Singapura - Kathy Lee (SF) - Colômbia - Pauline Saenz - Coreia do Sul - Kim Jong-Jung (TT) - Costa Rica - Maria Gabriela Pozuelo - Curaçao - Maybelline Altagracia Snel - Dinamarca - Inge Thomsen - El Salvador - Claudia Oliva - Equador - Mariela Garcia - Escócia - Linda Renton - Espanha - Ana Isabela Herrero (SF) - Estados Unidos - Julie Hayek (2°) - Filipinas - Rosita Capuyon - Finlândia - Nina Rekola (SF) - França - Frederique Leroy - Gâmbia - Abbey Janneh (MS) - Gibraltar - Louise Gillingwater - Grécia - Louisa Farfaraki - Guadalupe - Nicole Leborgne - Guam - Pamela Booth - Guatemala - Berta Gonzales - Guiana Francesa - Marie Achamana - Países Baixos - Nancy Heynis - Honduras - Ollie Thompson - Hong Kong - Cherona Yeung - Ilhas Caimã - Effie Ebanks | - Ilhas Cook - Carmena Blake - Ilhas Virgens Americanas - Julie Woods (2° TT) - Ilhas Virgens Britânicas - Anna Maria Joseph - Índia - Rekha Hande - Indonésia - Andi Tendri - Inglaterra - Karen Moore (5°) - Irlanda - Roberta Brown (3°) - Islândia - Unnur Steinsson - Israel - Shimona Hollender - Itália - Federica Moro (SF) - Japão - Yuko Yamaguchi (3° TT) - Líbano - Mayamsour Chahwan - Malásia - Puspa Mohammed - Malta - Christine Bonicci - Marianas Setentrionais - Thelma Mafnas - Martinica - Marie Laupa - México - Monica Rosas - Namíbia - Astrid Klotzsch - Noruega - Karen Dobloug (SF) - Nova Zelândia - Lorraine Downes (1°) - País de Gales - Lianne Gray - Panamá - Elizabeth Bennett - Papua-Nova Guiné - Shannelle Bray - Paraguai - Mercedes Bosch - Peru - Vivien Griffiths - Porto Rico - Carmen Batiz - Portugal - Anabella Ananiades - República Dominicana - Alexandra Astwood - Reunião - Eliane LeBeau - Samoa - Falute Aluni - Sri Lanka - Shyama Fernando - Suécia - Viveca Ljung - Suíça - Lolita Morena (4°, MF) - Tailândia - Jinda Nernkrang - Transkei - Nomxousi Xokelelo - Trinidad e Tobago - Sandra Williams - Turcas e Caicos - Lolita Ariza - Turquia - Dilara Haracci - Uruguai - Maria Beltran - Venezuela - Paola Ruggeri (SF) |

## Fatos
- Miss Itália, a sexy Federica Moro, fez tanto sucesso que empolgou os padres de St. Louis, fotografando com alguns deles dentro de uma igreja católica para os jornais da cidade.[7]
- O presidente da Miss Universe Inc., Harold Glasser, cassou a credenciais de dois jornalistas acreditados junto ao concurso, depois que eles começaram a fazer perguntas consideradas inoportunas sobre as finanças da organização e sobre racismo no Miss Universo. As credenciais só foram devolvidas após a intervenção do prefeito de St. Louis. [7]
- Miss Indonesia, Andi Tendri, foi criticada pelo governo de seu país muçulmano após fotos suas de maiô aparecerem na imprensa indonésia. Ela recebeu ordens de não participar do desfile de maiô se chegasse até aquela etapa. Borenti recusou-se e usou o maiô na noite das preliminares, o que fez com a Indonésia só voltasse a enviar uma candidata ao Miss Universo em 1995.[7]